# 纤细东俄芹
纤细东俄芹（学名：Tongoloa gracilis）为伞形科东俄芹属的植物，为中国的特有植物。分布于中国大陆的四川、甘肃、青海、云南等地，生长于海拔2,300米至3,900米的地区，常生长在林缘草地、山坡路旁以及草原地带，目前尚未由人工引种栽培。
其种加词来源于拉丁文“gracilis”，意为“纤细的”。